# Szlifierka walcowa
Szlifierka walcowa – obrabiarka do drewna przeznaczona do szlifowania elementów płytowych w celu wygładzenia lub nadania elementom określonej jednolitej grubości. Walce robocze osłonięte są od góry osłoną połączoną z wyciągiem do odprowadzania trocin i pyłu. Pozostałe mechanizmy napędu zespołu roboczego i posuwowego oraz instalacja elektryczna umieszczone są w korpusie i zakryte osłonami. Dzięki tym zabezpieczeniom szlifierki walcowe należą do obrabiarek bezpiecznych.